# Џентри (Мисури)
Џентри (енгл. Gentry) град је у америчкој савезној држави Мисури.

## Демографија
По попису из 2010. године број становника је 72, што је 29 (-28,7%) становника мање него 2000. године.
| Група             | 2000.        | 2010.      |
| Белци             | 101 (100,0%) | 71 (98,6%) |
| Афроамериканци    | 0 (0,0%)     | 0 (0,0%)   |
| Азијати           | 0 (0,0%)     | 0 (0,0%)   |
| Хиспаноамериканци | 0 (0,0%)     | 0 (0,0%)   |
| Укупно            | 101          | 72         |